# Aéroport de Porto-Francisco Sá Carneiro
Pour les articles homonymes, voir Carneiro (homonymie), Francisco Sá Carneiro et LPPR.

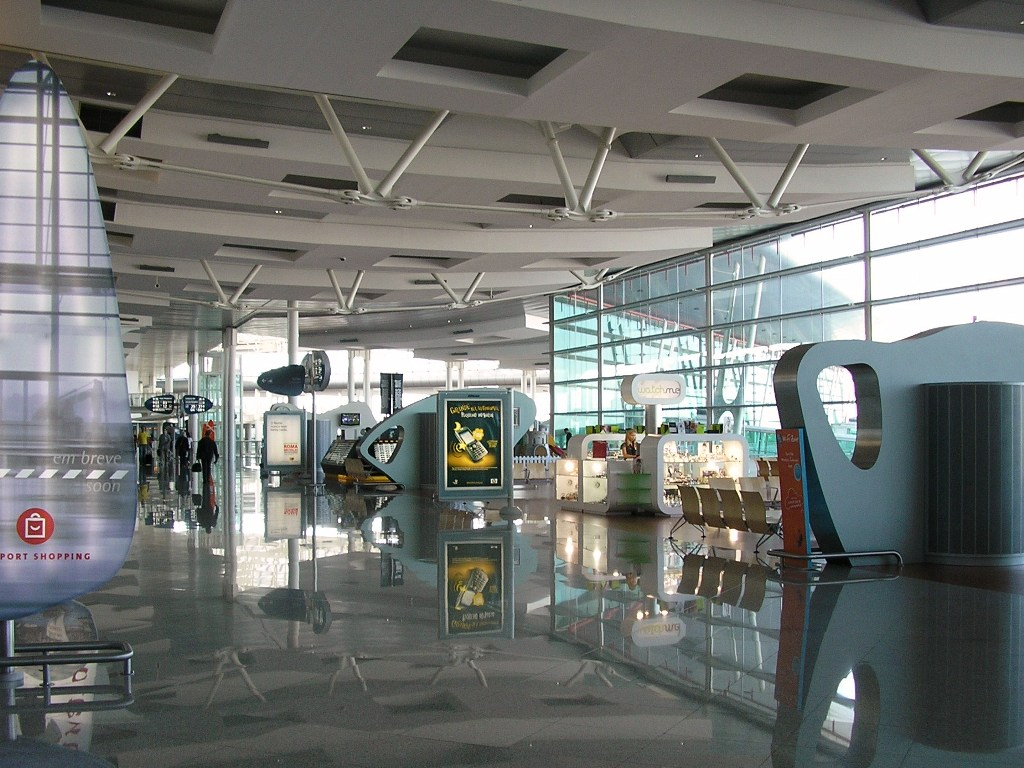

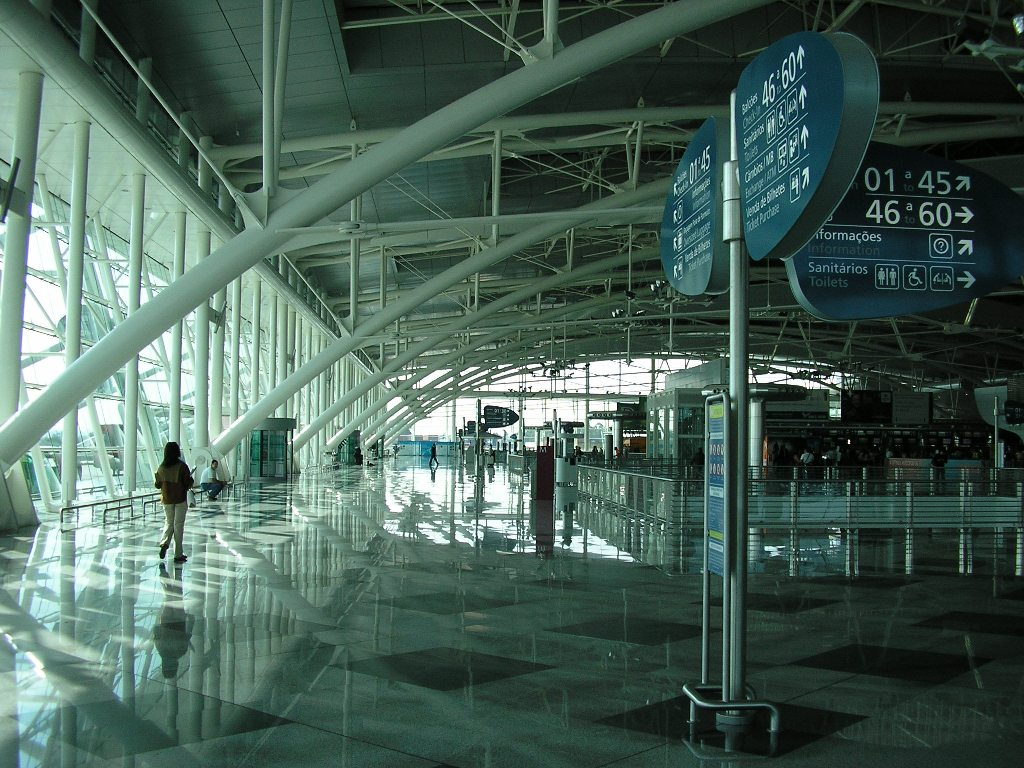

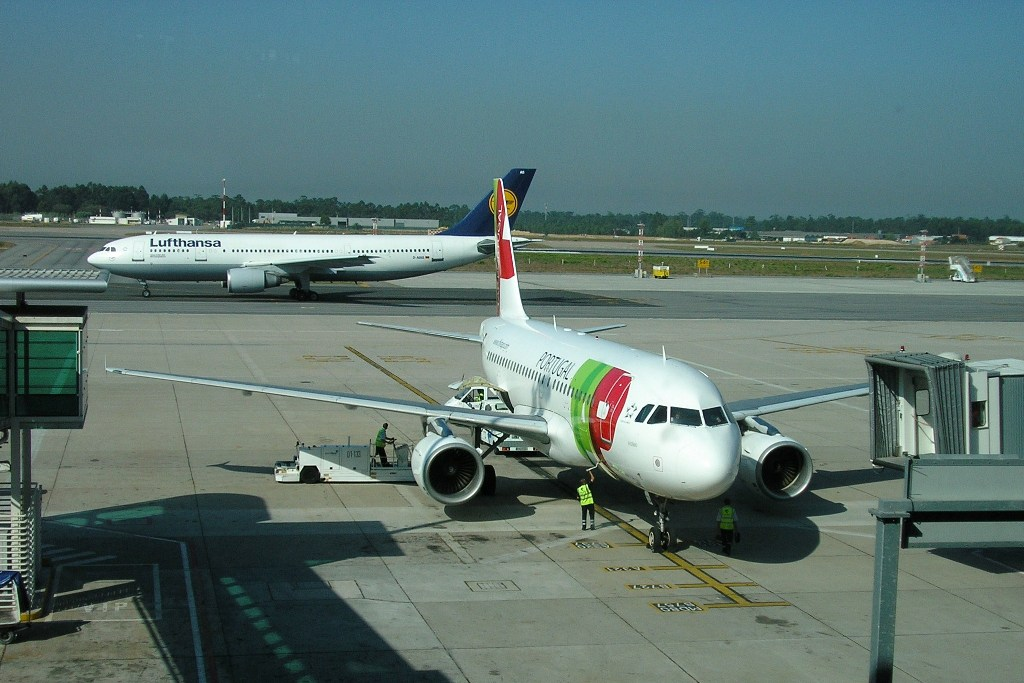

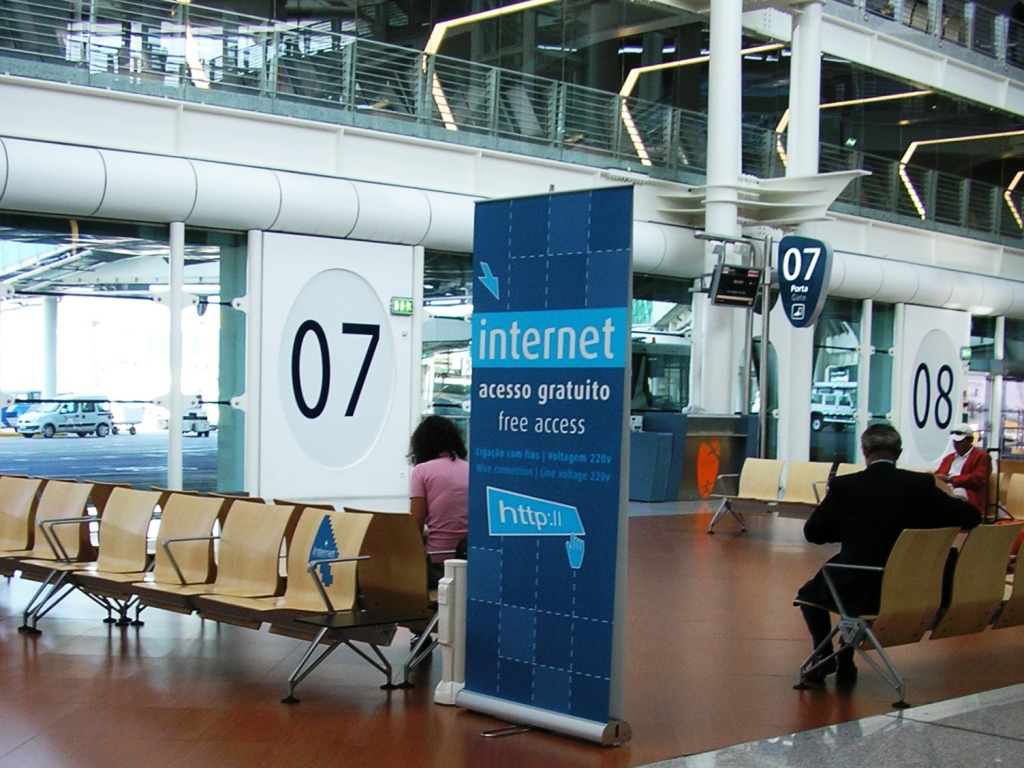

L’aéroport Francisco Sá Carneiro (code IATA : OPO • code OACI : LPPR) est l'aéroport international desservant la ville de Porto situé à Maia, dans une zone industrielle et commerciale à 11 km du centre-ville. Il porte le nom de l'homme politique Francisco Sá Carneiro.
Il existe dans les tiroirs de l'État portugais un plan de développement pour une augmentation du trafic de 5 à 15 millions de passagers par an, en plusieurs phases si le besoin s'en fait sentir.
En 2016, il est nommé Meilleur Aéroport d'Europe par le Conseil international des aéroports dans la catégorie 5 à 15 millions de passagers par an des ASQ Awards (en) (Airport Service Quality Award) et 3e meilleur d'Europe toutes catégories confondues de 2013 à 2016.

## Situation

### Carte des aéroports portugais
| \| 30 km1:2 133 000 \| Faro Lisbonne Porto Aéroport Luís de Camões |
| 30 km1:2 133 000                                                   |

| 30 km1:2 133 000 |

| Porto Santo Madère |

| \| 30 km1:1 849 000 \| Ponta Delgada Flores Horta Santa Maria Terceira Pico São Jorge Corvo Graciosa |
| 30 km1:1 849 000                                                                                     |

| 30 km1:1 849 000 |

## Statistiques
Le graphique qui aurait dû être présenté ici ne peut pas être affiché car il utilise l'ancienne extension Graph, désactivée pour des questions de sécurité. Des indications pour créer un nouveau graphique avec la nouvelle extension Chart sont disponibles ici.

Voir la requête brute et les sources sur Wikidata.
| Année | Nombre de passagers | Variation |
| ----- | ------------------- | --------- |
| 1999  | 2 832 722           |           |
| 2000  | 2 731 637           | -3,6 %    |
| 2001  | 2 682 611           | -1,8 %    |
| 2002  | 2 573 511           | -4,0 %    |
| 2003  | 2 605 946           | +1,3 %    |
| 2004  | 2 944 134           | +13,0 %   |
| 2005  | 3 108 186           | +5,6 %    |
| 2006  | 3 402 805           | +9,5%     |
| 2007  | 3 986 748           | +17,2 %   |
| 2008  | 4 535 813           | +13,8 %   |
| 2009  | 4 509 350           | -0,6 %    |
| 2010  | 5 283 361           | +17,2 %   |
| 2011  | 6 004 589           | +13,6 %   |
| 2012  | 6 055 021           | +0,8 %    |
| 2013  | 6 372 470           | +5,2 %    |
| 2014  | 6 932 816           | +8,8 %    |
| 2015  | 8 088 623           | +16,7 %   |
| 2016  | 9 378 000           | +16 %     |
| 2017  | 10 787 000          | +15 %     |
| 2018  | 11 941 231          | +10,7 %   |
| 2019  | 13 112 453          | +9,1 %    |
| 2020  | 4 436 370           | -66 %     |
| 2021  | 5 846 732           | +24 %     |

## Accès
L'aéroport de Porto est relié au centre-ville par la ligne E du métro dont le terminus se trouve à proximité immédiate de l'aérogare. La station de métro et l'aérogare sont reliées par un passage souterrain. Le billet individuel vers le centre-ville coûte 1,50 euro + 0,50 euro pour le badge magnétique rechargeable. Ce dernier peut être remboursé au guichet information "I" au rez-de-chaussée de l'aéroport lors du retour. Le trajet dure environ 35 minutes pour une quinzaine de station, il y a 3 métros par heure environ. Le billet journalier peut être très avantageux en fonction de la zone de circulation

## Compagnies et destinations
| Compagnies                    | Destinations |
| ----------------------------- | --- |
| Aegean Airlines               | En saison: Athènes E.-Venizélos |
| Air Albania                   | En saison charter: Tirana-Mère-Teresa |
| Air Europa                    | Madrid-Barajas |
| Air France                    | Paris-Charles de Gaulle |
| Air Transat                   | Toronto (Pearson) En saison: Montréal (P.-E.-Trudeau) |
| airBaltic                     | En saison: Riga |
| Austrian Airlines             | En saison: Vienne-Schwechat |
| Azores Airlines               | Ponta Delgada-Jean Paul II, Terceira-Lajes |
| British Airways               | Londres-Heathrow |
| Brussels Airlines             | Bruxelles-National |
| easyJet                       | - Bordeaux-Mérignac, - Bristol, - Londres-Gatwick, - Londres-Luton, - Luxembourg-Findel, - Lyon-Saint-Exupéry, - Madère-C. Ronaldo, - Madrid-Barajas, - Manchester, - Milan-Malpensa, - Nantes-Atlantique, - Nice-Côte d'Azur, - Prague-Václav-Havel, - Rennes-Saint-Jacques, - Toulouse-Blagnac, - Zurich En saison: - Berlin-Brandebourg, - Glasgow, - Ibiza, - Naples-Capodichino, - Palerme Falcone-Borsellino, - Palma de Majorque, - Paris-Orly, - Porto Santo |
| easyJet Switzerland           | Bâle-Mulhouse, Genève-Cointrin |
| El Al                         | Tel Aviv - Ben Gourion |
| Eurowings                     | Berlin-Brandebourg, Düsseldorf En saison: Hambourg-H.-Schmidt, Stuttgart |
| Iberia                        | Madrid-Barajas |
| Iberojet                      | En saison charter: Punta Cana |
| KLM                           | Amsterdam |
| Lufthansa                     | Francfort, Munich-F. J. Strauß |
| Luxair                        | Luxembourg-Findel |
| Norwegian Air Shuttle         | En saison: Copenhague-Kastrup, Oslo-Gardermoen |
| Play (compagnie aérienne)     | En saison: Reykjavik-Keflavík |
| Royal Air Maroc               | Casablanca-Mohammed-V |
| Ryanair                       | - Agadir-Al Massira, - Alicante-Elche, - Barcelone-El Prat, - Bari-Karol Wojtyła, - Bergame-Orio al Serio, - Bergerac-Dordogne-Périgord, - Berlin-Brandebourg, - Billund, - Birmingham, - Bologne-Borgo Panigale, - Bristol, - Brive-Souillac, - Bruxelles-National, - Budapest-Ferenc Liszt, - Castellón-Costa Azahar, - Châlons Vatry (Paris-Vatry), - Charleroi Bruxelles-Sud, - Clermont-Ferrand, - Cologne/Bonn-K. Adenauer, - Copenhague-Kastrup, - Dole-Jura, - Dortmund, - Dublin, - Édimbourg, - Eindhoven, - Faro, - Francfort-Hahn, - Hambourg-H.-Schmidt, - Karlsruhe/Baden-Baden, - Cracovie-Jean-Paul II, - Las Palmas/Gran Canaria, - Leeds-Bradford, - Lille Lesquin, - Londres-Stansted, - Luxembourg-Findel, - Maastricht-Aix-la-Chapelle, - Madère-C. Ronaldo, - Madrid-Barajas, - Malaga-Costa del Sol, - Malte, - Manchester, - Marrakech-Ménara, - Marseille-Provence, - Memmingen, - Milan-Malpensa, - Nîmes-Garons, - Paris-Beauvais, - Ponta Delgada-Jean Paul II, - Rome Léonard-de-Vinci/Fiumicino, - Séville-San Pablo, - Strasbourg, - Ténériffe-Sud Reine Sofia, - Terceira-Lajes, - Trévise-Sant'Angelo, - Toulouse-Blagnac, - Tours-Val de Loire, - Valence, - Varsovie-Modlin (Mazovie), - Vienne-Schwechat, - Wrocław-N. Copernic En saison: - Brême, - Cagliari, - Carcassonne, - La Rochelle-Île de Ré, - Liverpool-J.-Lennon, - Nuremberg-A. Dürer, - Palma de Majorque, - Shannon, - Stockholm-Arlanda, - Trapani-V. Florio (Birgi), - Turin S.-Pertini (Caselle), - Vérone - Villafranca, - Weeze |
| Scandinavian Airlines         | Copenhague-Kastrup |
| Sun d'Or                      | En saison: Tel Aviv - Ben Gourion |
| Swiss International Air Lines | Genève-Cointrin, Zurich |
| TAAG Angola Airlines          | En saison: Luanda-Quatro de Fevereiro |
| TAP Air Portugal              | - Genève-Cointrin, - Lisbonne-H. Delgado, - Londres-Gatwick, - Luanda-Quatro de Fevereiro, - Luxembourg-Findel, - Newark-Liberty, - Paris-Orly, - Rio de Janeiro/Galeão, - São Paulo/Guarulhos, - Zurich En saison: Ponta Delgada-Jean Paul II |
| Transavia                     | Amsterdam |
| Transavia France              | Brest-Bretagne, Lyon-Saint-Exupéry, Madère-C. Ronaldo, Nantes-Atlantique, Paris-Orly En saison: Ponta Delgada-Jean Paul II |
| Turkish Airlines              | Istanbul |
| United Airlines               | En saison: Newark-Liberty |
| Volotea                       | Nantes-Atlantique En saison: Bilbao |
| Vueling                       | Barcelone-El Prat, Bilbao, Paris-Orly En saison: Ibiza, Ténériffe-Nord |
| Wizz Air                      | Rome Léonard-de-Vinci/Fiumicino En saison: Milan-Malpensa, Varsovie-Chopin |
| World2Fly                     | En saison charter: Punta Cana |